# سردار ايرافاني
سردار ايرافاني كان يلقب حسين خان سردار قاجار (1740–1830) وشقيقه حسن خان قجار، آخر حكام لإرفان (إيفانف، وجيفان، ويريفان) 1807-28، ابن محمد خان القاجاري (أمير كبير)، عم أغا محمد خان قاجار مؤسس سلالة قاجار في بلاد فارس، وكذلك جد العائلة سارداري إيرافاني، وهي عائلة قاجارية فارسية قديمة.

## وصلات خارجية
- Official Website of the family Sardari Iravani